# Little Grimsby
Little Grimsby is een nederzetting in het Engelse graafschap Lincolnshire. Het valt onder de civil parish Brackenborough with Little Grimsby. Het Domesday Book uit 1086 noemt de nederzetting 'Grimesby' en vermeldt een kerk en zoutpannen.

## Experne link
- Pagina op GENUKI